# 中国高速鉄道CRH3型電車
中国高速鉄道CRH3型電車（ちゅうごくこうそくてつどうCRH3がたでんしゃ）は、中華人民共和国鉄道部（中国国鉄）が第6次在来線スピードアップのために、ドイツのシーメンス社の技術供与によって中国の車両メーカーが製造する高速鉄道車両である。
なお、外国からの技術移転を基にライセンス生産されている全てのCRH車両は「和諧号」（和諧＝調和の意）と呼ばれている。
この項目では中国高速鉄道CRH380B型電車、中国高速鉄道CRH380C型電車についても解説する。

## 概略
中華人民共和国鉄道部は、カナダ、日本、フランスの各高速鉄道の技術を導入するため、競争させるかのように製造契約をしているが、本型式はICE第3世代車両 (ICE 3) をベースに開発するもので、最高速度 300 km/h 台の高速鉄道用と最高速度 200 km/h 台の在来線高速化用の計100編成のうち60編成について、ICE3 ベースの車両を現地企業との合弁で納入することが2005年に決定された。3編成はドイツ純正、残りは中国への技術移転による生産（北車唐山による製造）となる。
北京・天津高速鉄道の開通に合わせて新幹線E2系1000番台ベースのCRH2C型とともに2008年8月1日より世界最速の 350 km/h 営業運転を開始した。
次いで、中国南部の広州と武漢約900キロを結ぶ高速新線、武広旅客専用線（2009年12月26日開通）にも投入された。
しかし、ベースとなったICE3が、連続した高速運転を想定した仕様ではなかったため、武広旅客専用線では運行開始からしばらくの間、故障が相次いだ。

## CRH3(CRH3C)のヴェラロとの違い
- 車体幅が 30 cm 拡張され、新幹線車両と同等の一列に最大5席を設置している。
- 大半の座席に、新幹線E2系および CRH2 とほぼ同じ形状と外観の回転式クロスシートを設置。
- 営業運転時の最高速度は 350 km/h 。
- 渦電流式レールブレーキは装備していない。
- モーターの出力を1割ほど上げている。

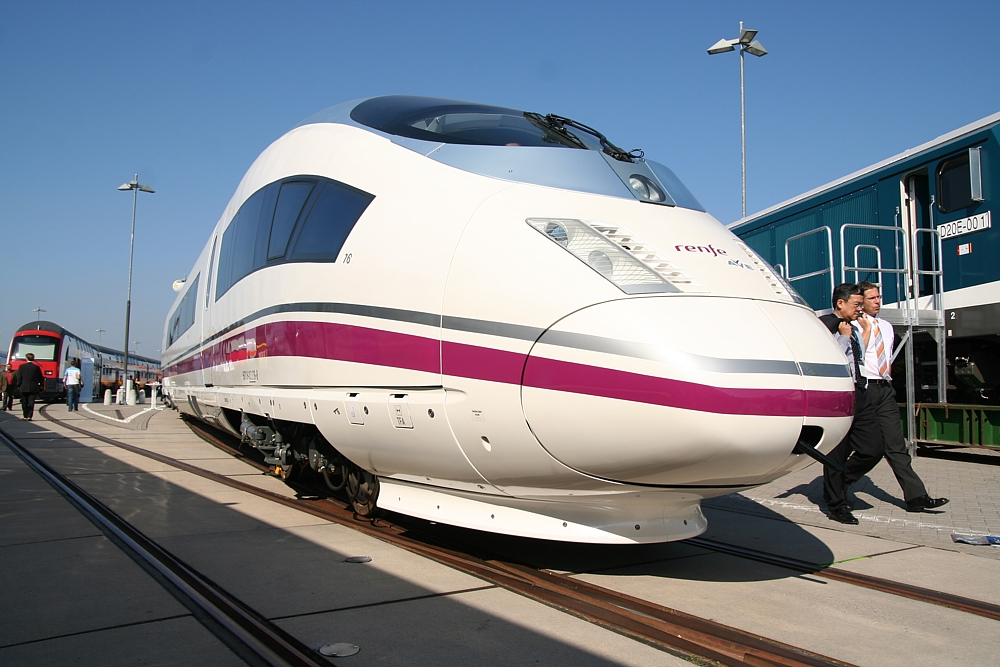
ベースとなったドイツ・シーメンスのヴェラロ

## 種類・編成

### CRH3C
CRH3C型電車は8両編成で組成され、1両目から次のように番号が振られる。
| 1 Mc ZE 3xxx01 | 2 Tp ZE 3xxx02 | 3 M ZE 3xxx03 | 4 T ZEC 3xxx04 | 5 T ZY 3xxx05 | 6 M ZE 3xxx06 | 7 Tp ZE 3xxx07 | 8 M ZE 3xxx00 |

- xxx: 編成の番号 (001-080)
- ZY: 一等車
- ZE: 二等車
- ZEC: 二等・食堂合造車

先頭車(ZE 3xxx01、ZE 3xxx00)は二等座席の他に特等座席も設置されている。

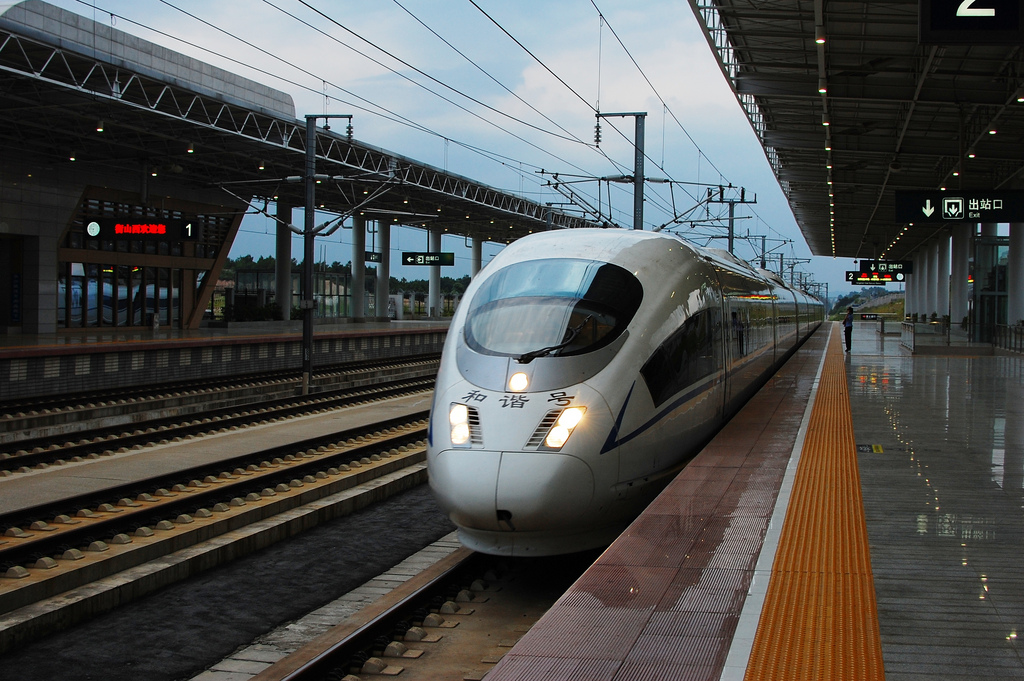
CRH3C
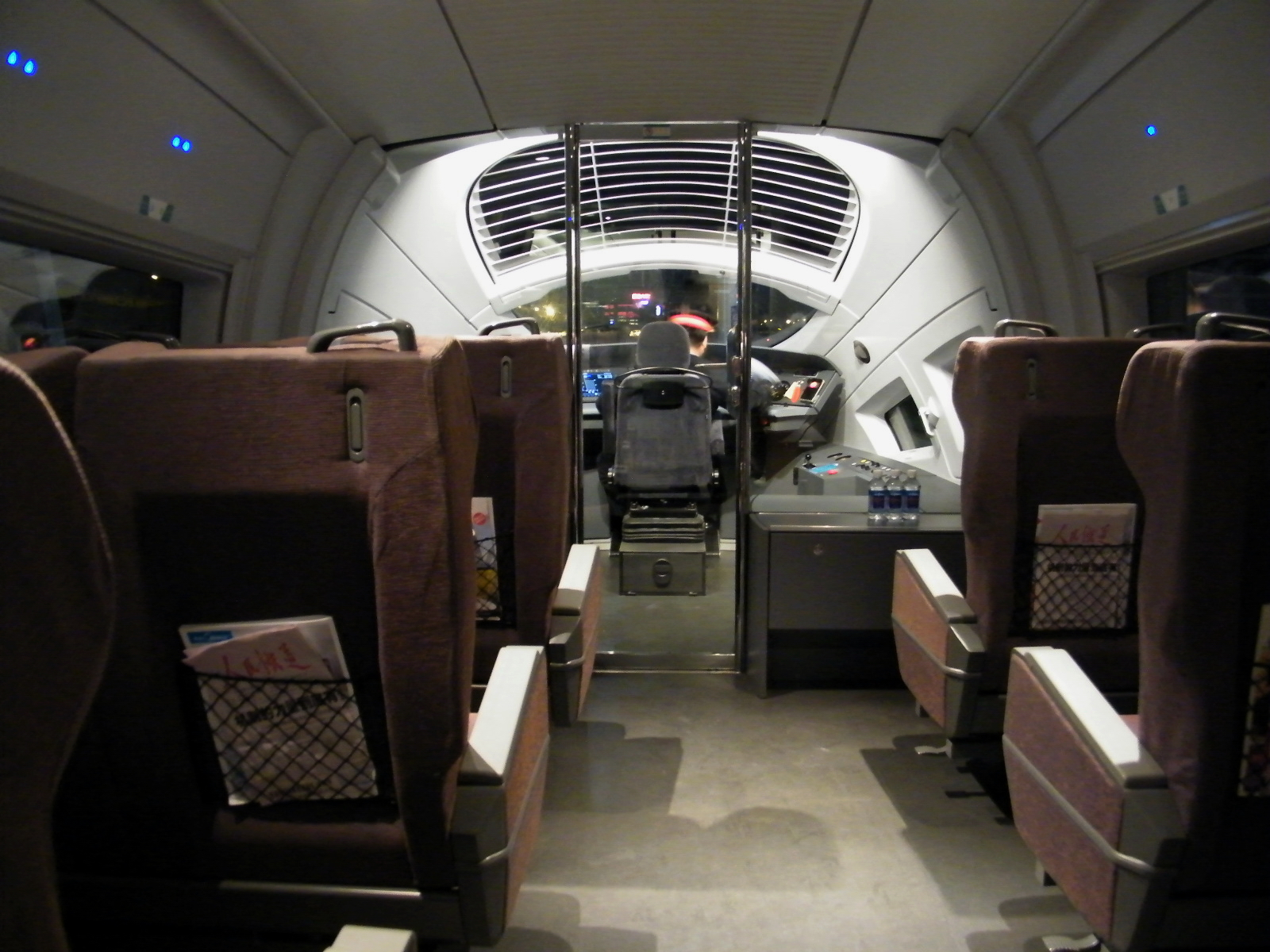
先頭車の特等座席。前面展望を楽しむ事もできる。
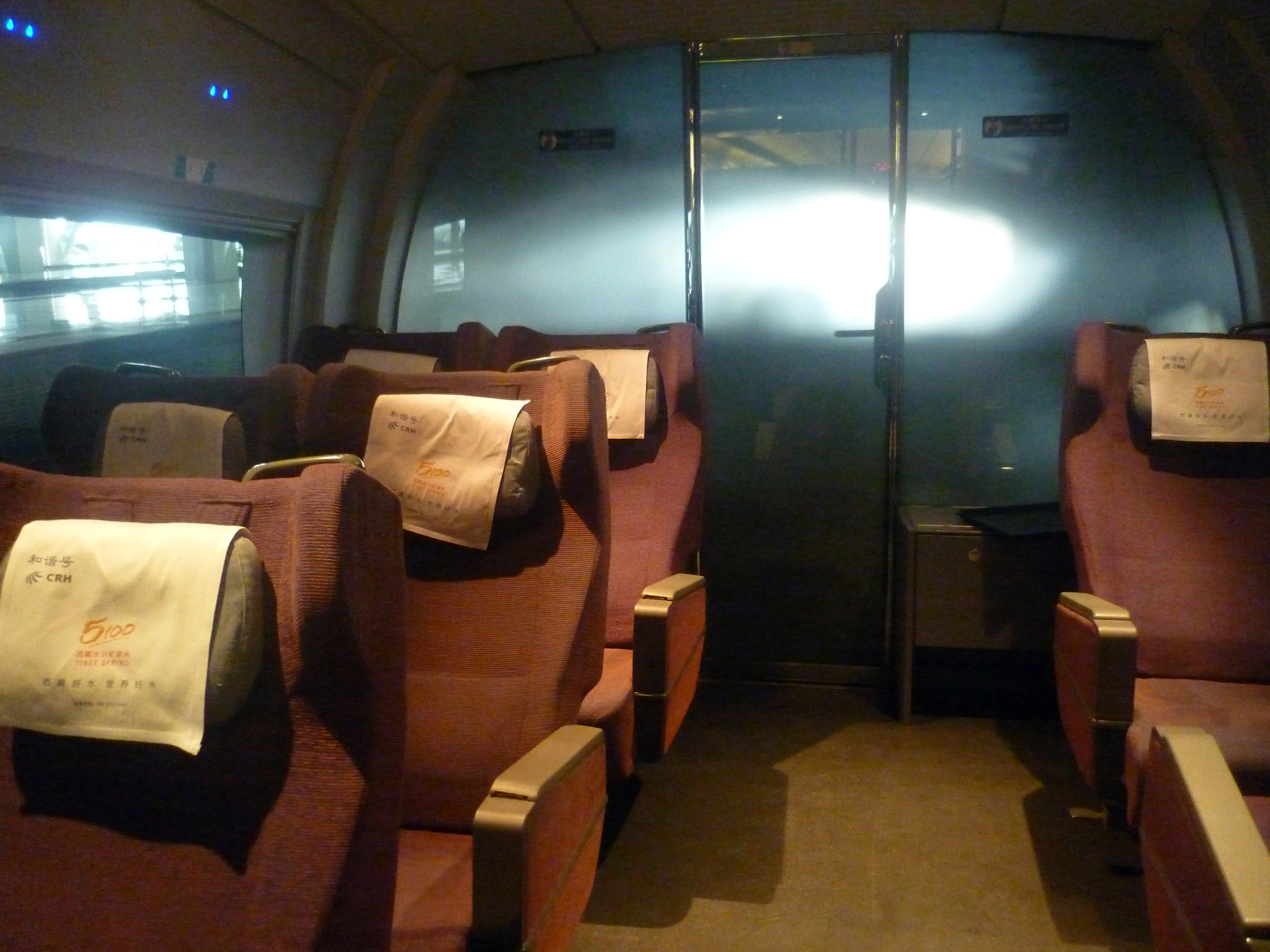
運転席と特等座席の間にあるガラスは、運転席からの操作で曇らせる事も可能。
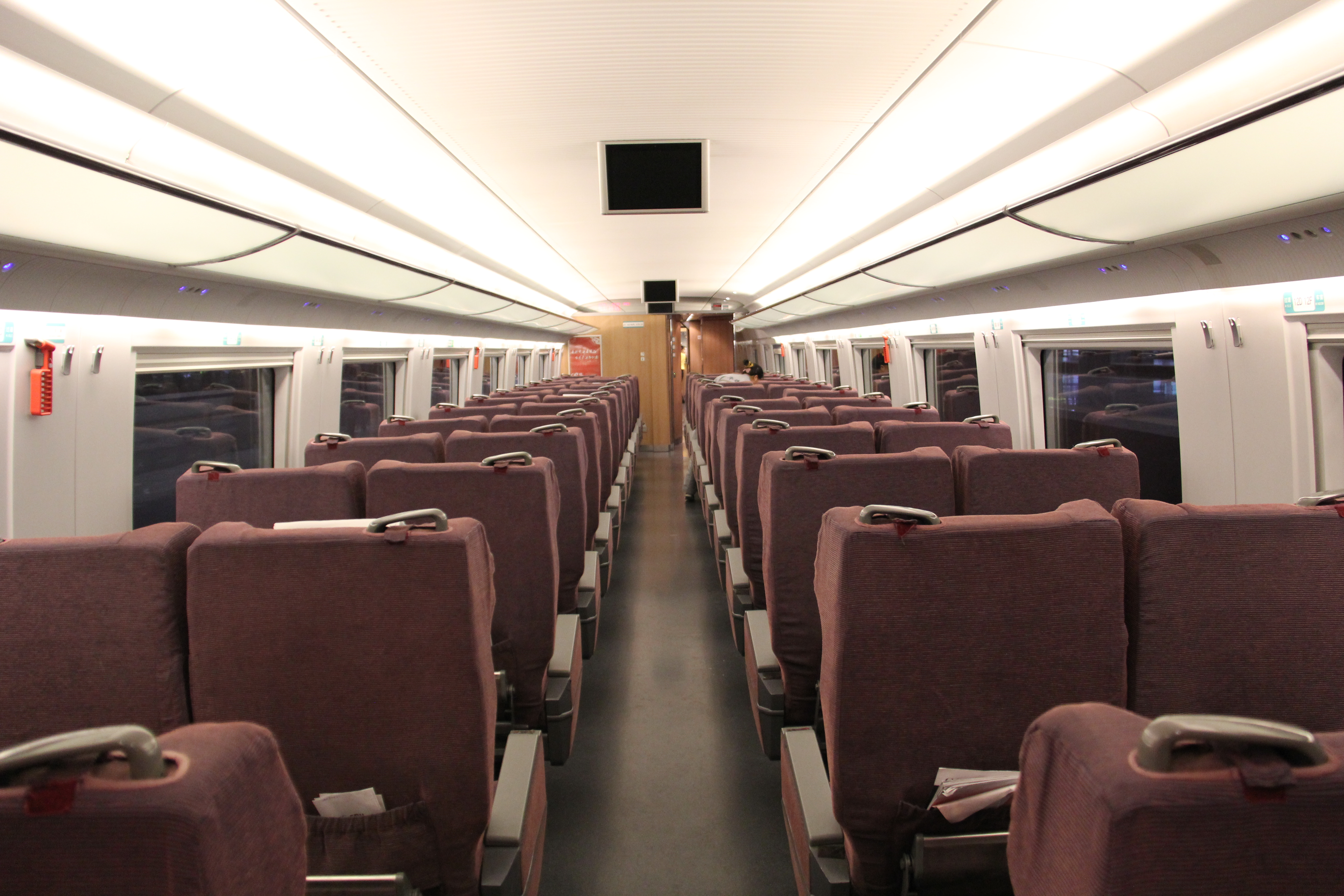
一等座席
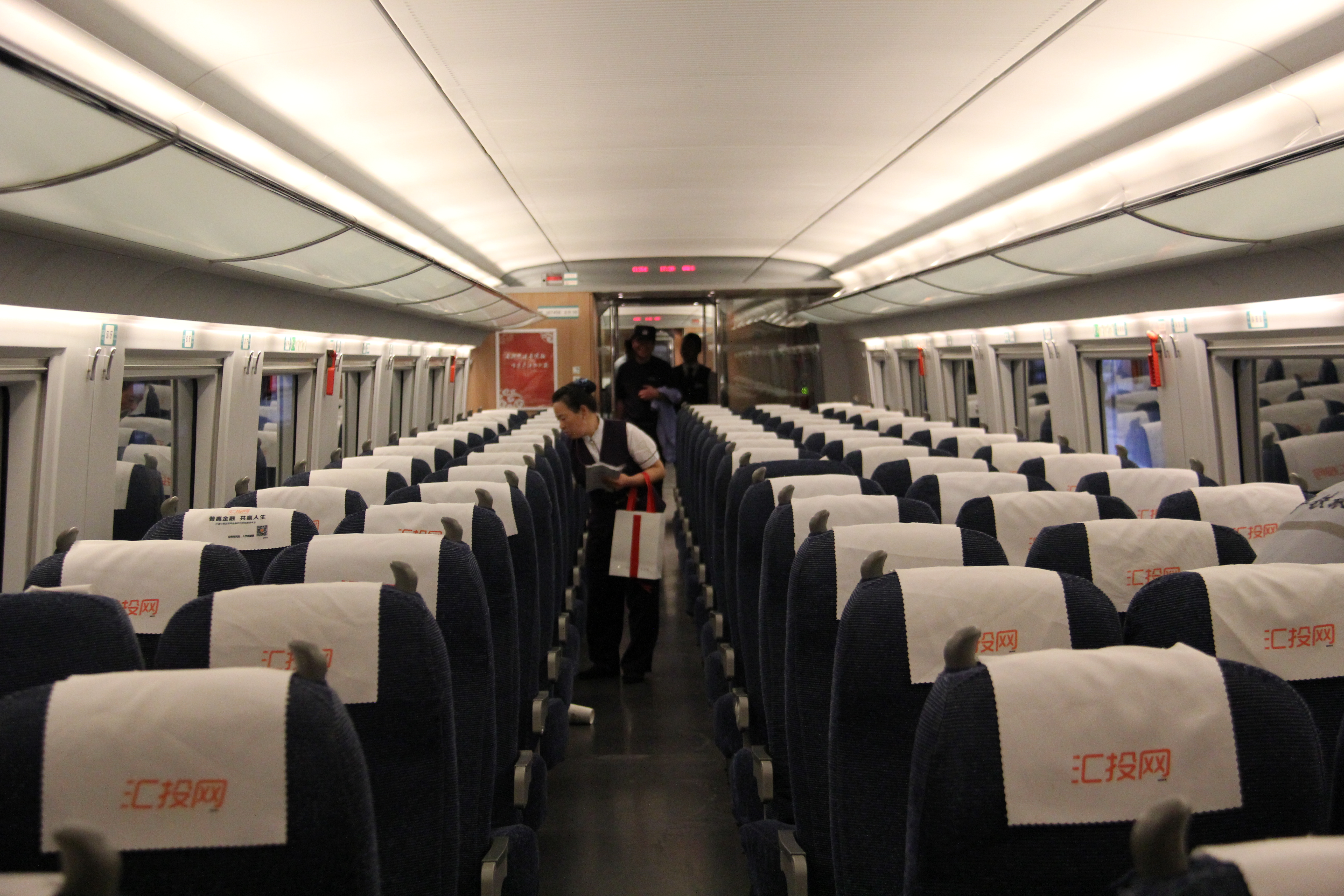
二等座席

### CRH3A
CRH3A型電車は、川崎重工業の技術を基に開発した最高速度250km/hの運転に適した車両。2017年に営業運転を開始した。

CRH3C型やCJ1型(中)で得られた技術や走行成績を基に設計されており、長春軌道客車で製造が行われている。
8両編成で組成され、1両目から次のように番号が振られる。
| 1 Mc ZY xxxx01 | 2 Tp ZE xxxx02 | 3 M ZE xxxx03 | 4 T ZE xxxx04 | 5 T ZEC xxxx05 | 6 M ZE xxxx06 | 7 Tp ZE xxxx07 | 8 Mc ZE xxxx00 |

- xxxx: 編成の番号 (3081、5230-5232)
- ZY: 一等車
- ZE: 二等車
- ZEC: 二等・食堂合造車

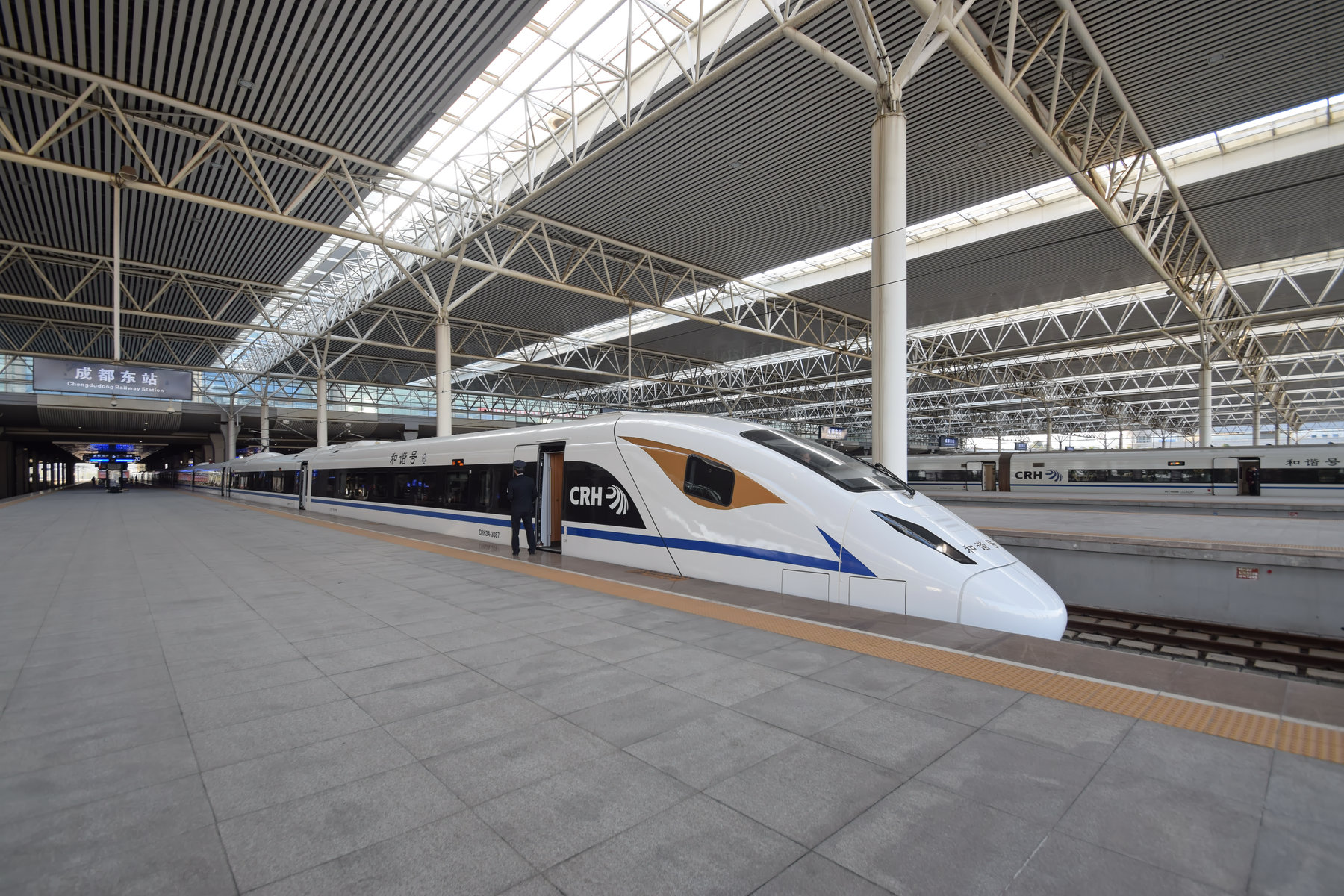
CRH3A

## CRH380B
ドイツ・シーメンス社の技術をベースとしたCRH3の発展形で、最高営業速度 380 km/h を目指す高速鉄道車両である。うち8両編成のものはCRH380BおよびCRH380BG、ビジネスカー（商務車）を含む16両編成のものはCRH380BLと区分される。生産は北車唐山および北車長春が担当し、2011年に営業運転を開始された。
2011年1月9日、江蘇省 - 安徽省の区間で、CRH380BLが時速 487.3 km を記録し、通常営業用車両での世界最高速度の記録を更新した。

### 種類・編成

#### CRH380B
CRH380B型電車は8両編成で組成され、1両目から次のように番号が振られる。
| 1 Mc ZYS xxxx01 | 2 Tp ZE xxxx02 | 3 M ZE xxxx03 | 4 T ZE xxxx04 | 5 T ZEC xxxx05 | 6 M ZE xxxx06 | 7 Tp ZE xxxx07 | 8 Mc ZES xxxx00 |

- xxxx: 編成の番号 (3571-3731、3738-3754、5637-5681、5730-5761、5787-5802、5829-5888)
- ZYS: 一等・観光合造車
- ZES: 二等・観光合造車
- ZE: 二等車
- ZEC: 二等・食堂合造車

両先頭車には特等座席にあたる「観光」座席が設置されている。

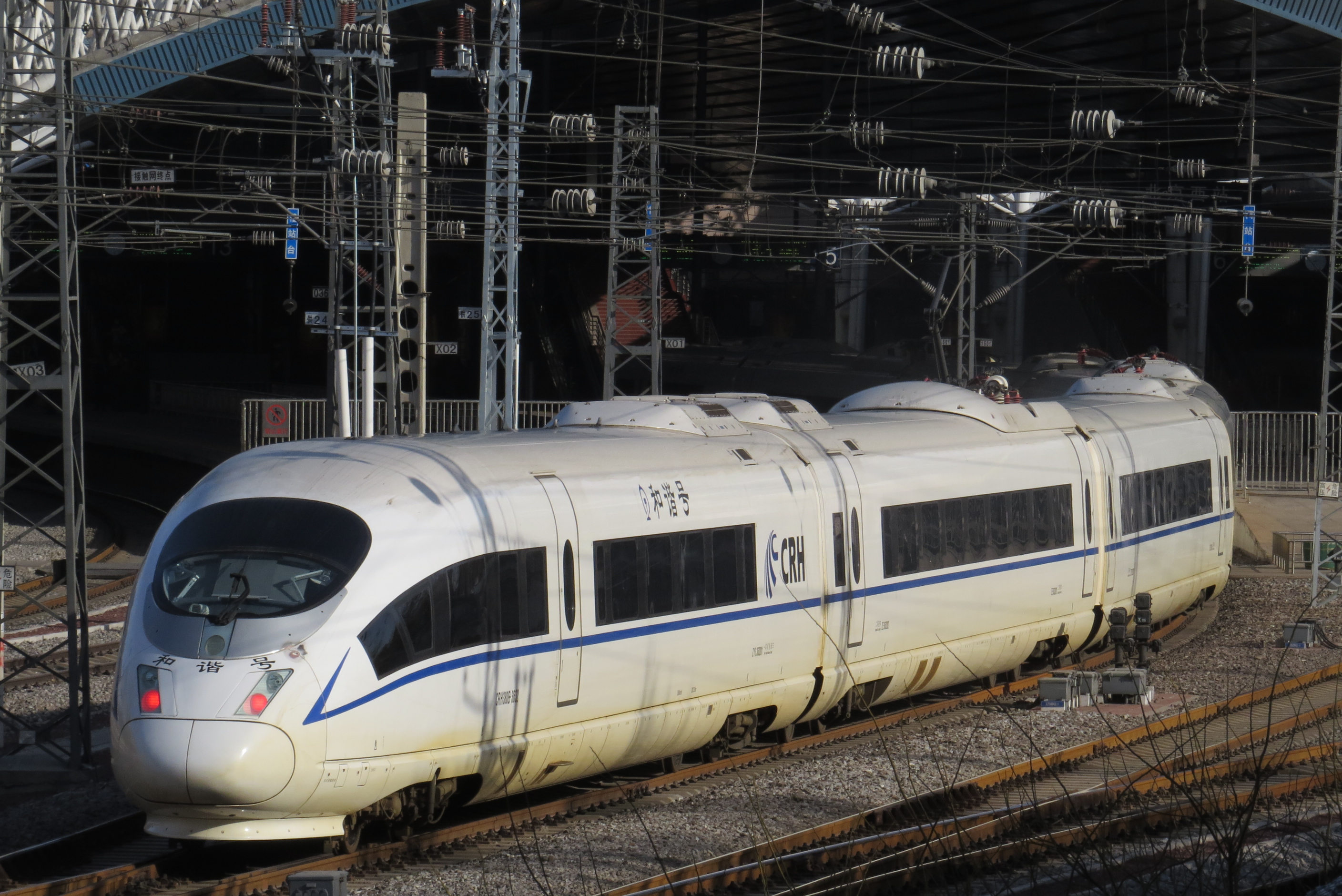
CRH380B
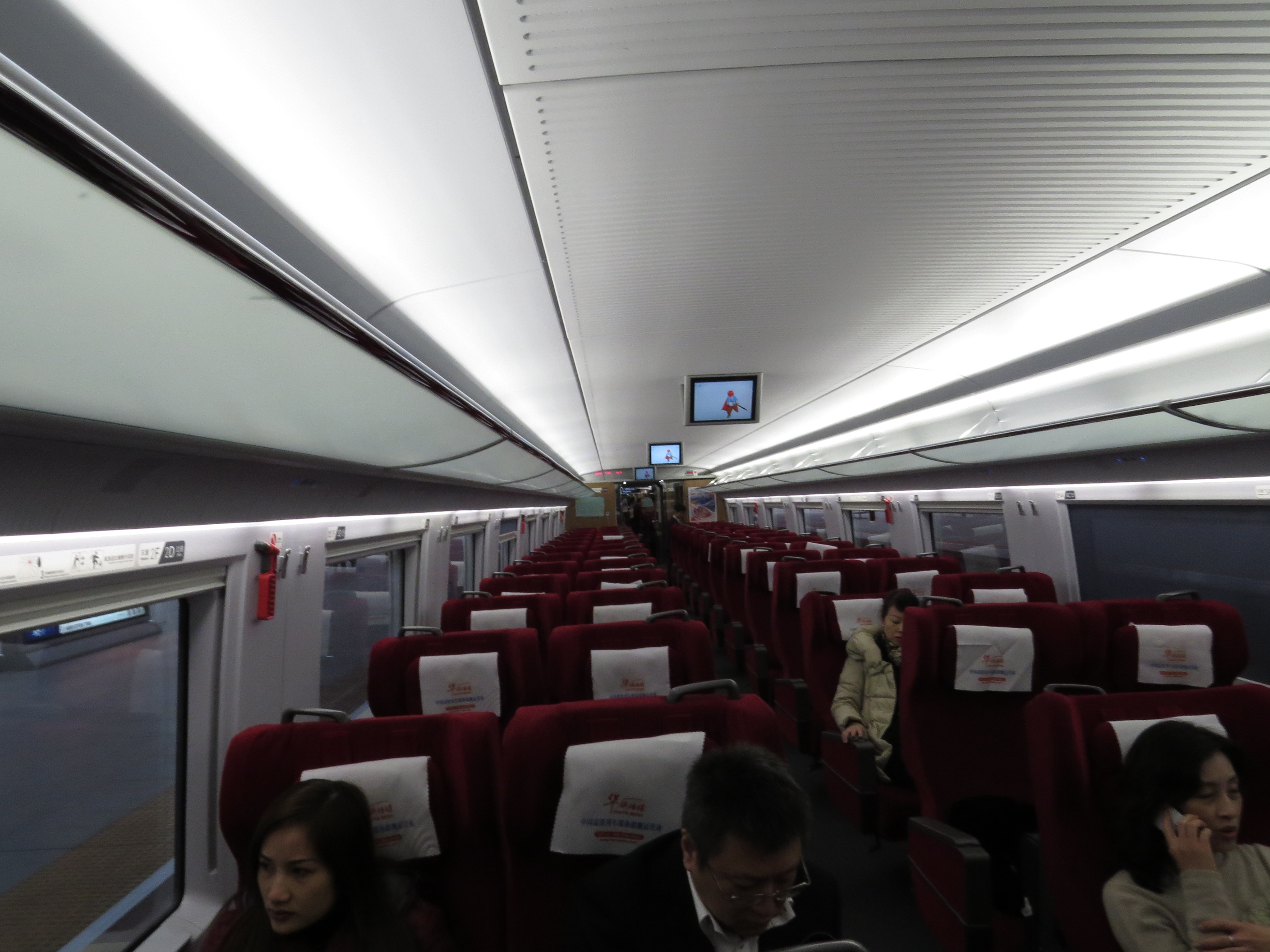
一等座席
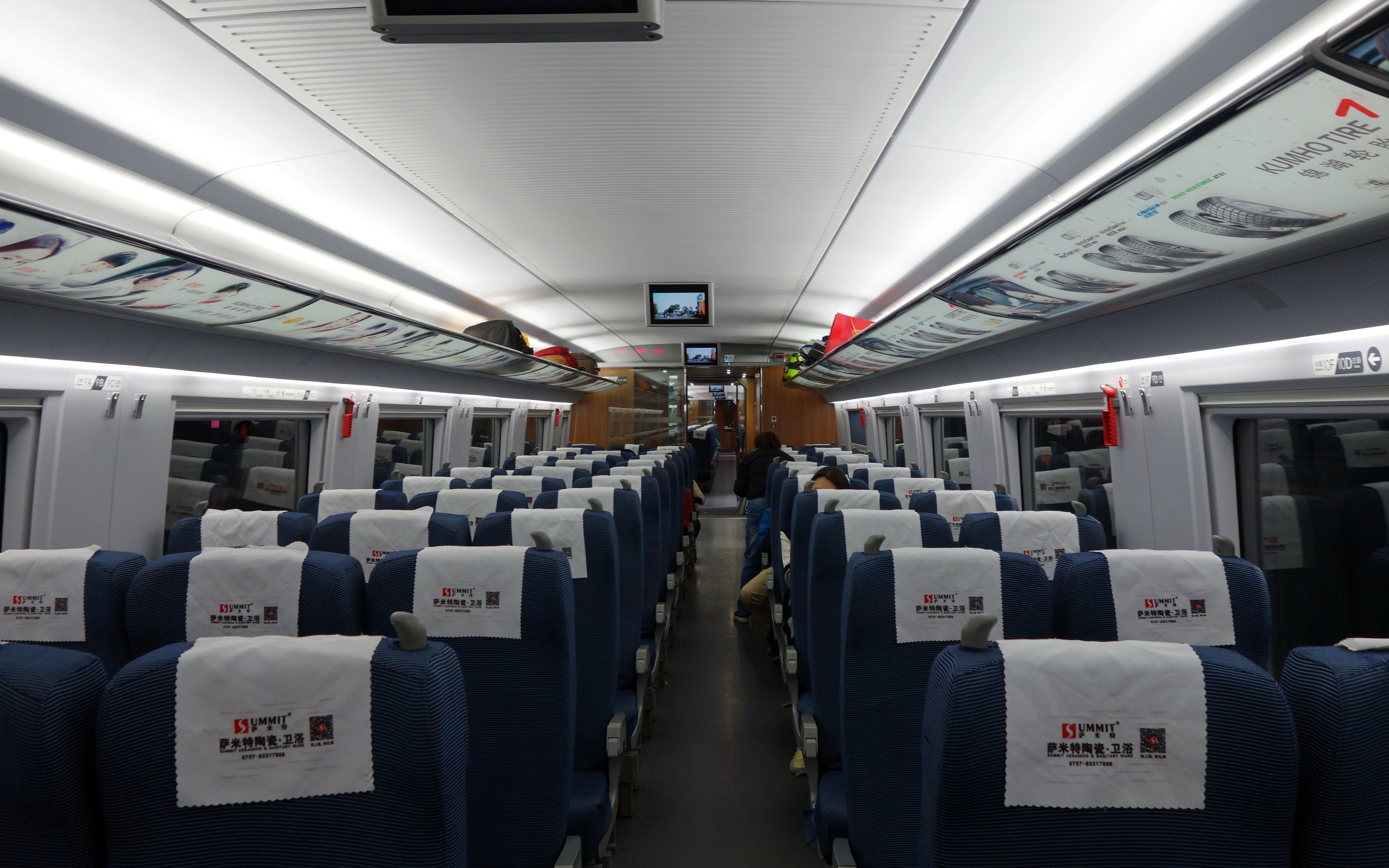
二等座席

#### CRH380BG
CRH380BG型電車はCRH380B型に耐寒設備を加えた形式。

8両編成で組成され、1両目から次のように番号が振られる。
| 1 Mc ZYT xxxx01 | 2 Tp ZE xxxx02 | 3 M ZE xxxx03 | 4 T ZE xxxx04 | 5 T ZEC xxxx05 | 6 M ZE xxxx06 | 7 Tp ZE xxxx07 | 8 Mc ZET xxxx00 |

- xxxx: 編成の番号 (5546-5600、5626-5636、5684-5729、5762-5786、5803-5822)
- ZYS: 一等・特等合造車
- ZYS: 二等・特等合造車
- ZE: 二等車
- ZEC: 二等・食堂合造車

初期に製造された5546～5585編成についてはそれ以降の編成と座席配置や各車両の定員数が異なっている。

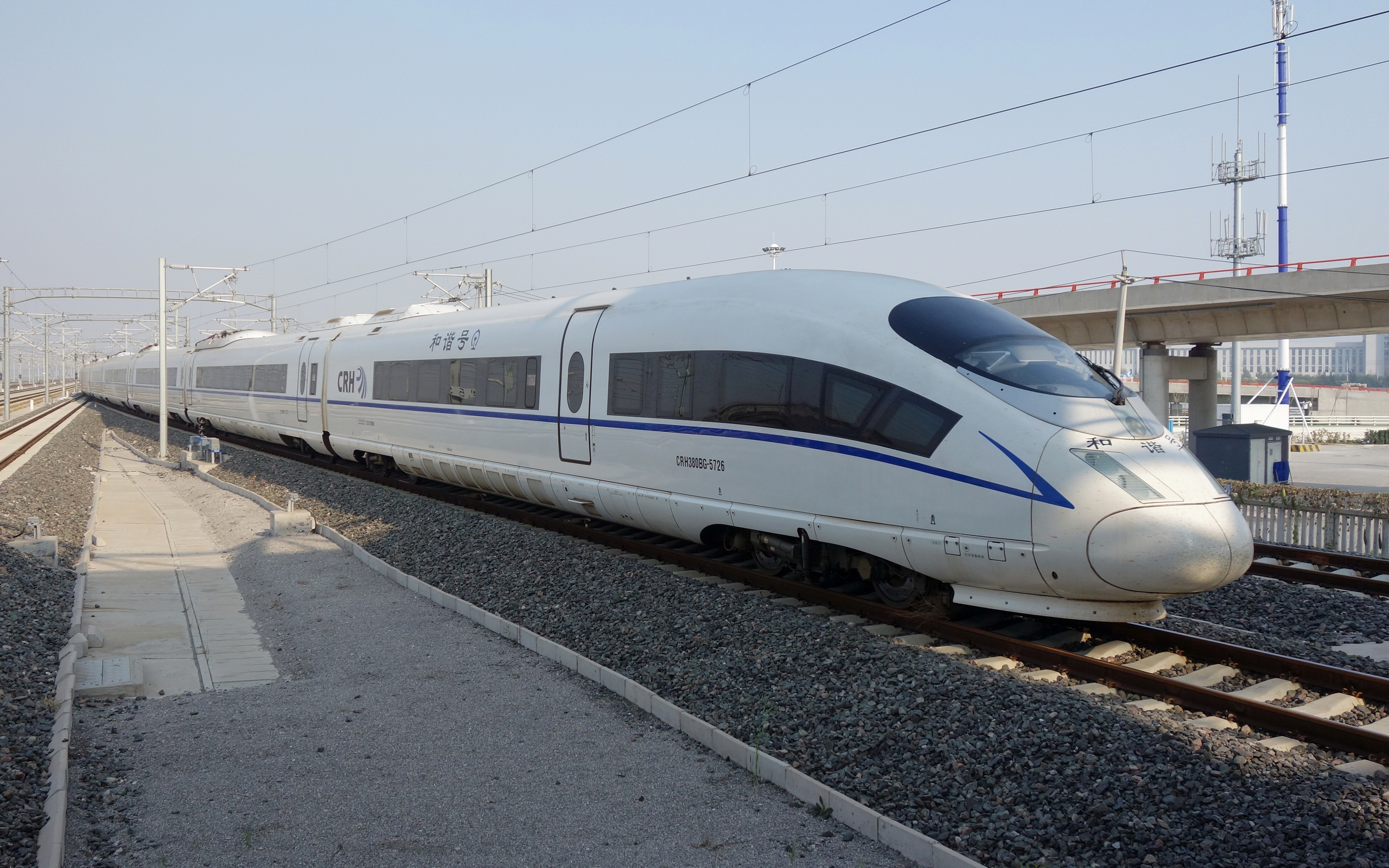
CRH380BG

#### CRH380BL
CRH380BL型電車は16両編成で組成され、1両目から次のように番号が振られる。

一部の編成は編成の組成や各車両の定員数が異なっている。
| 1 Mc ZYG xxxx01 | 2 Tp ZY xxxx02 | 3 M SW xxxx03 | 4 T ZY xxxx04 | 5 T ZE xxxx05 | 6 M ZE xxxx06 | 7 Tp ZE xxxx07 | 8 M ZET xxxx08 | 9 M CA xxxx09 | 10 Tp ZE xxxx10 | 11 M ZE xxxx11 | 12 T ZE xxxx12 | 13 T ZE xxxx13 | 14 M ZE xxxx14 | 15 Tp ZE xxxx15 | 16 M ZYG xxxx00 |

- xxxx: 編成の番号 (3501～3543、5501～5545)

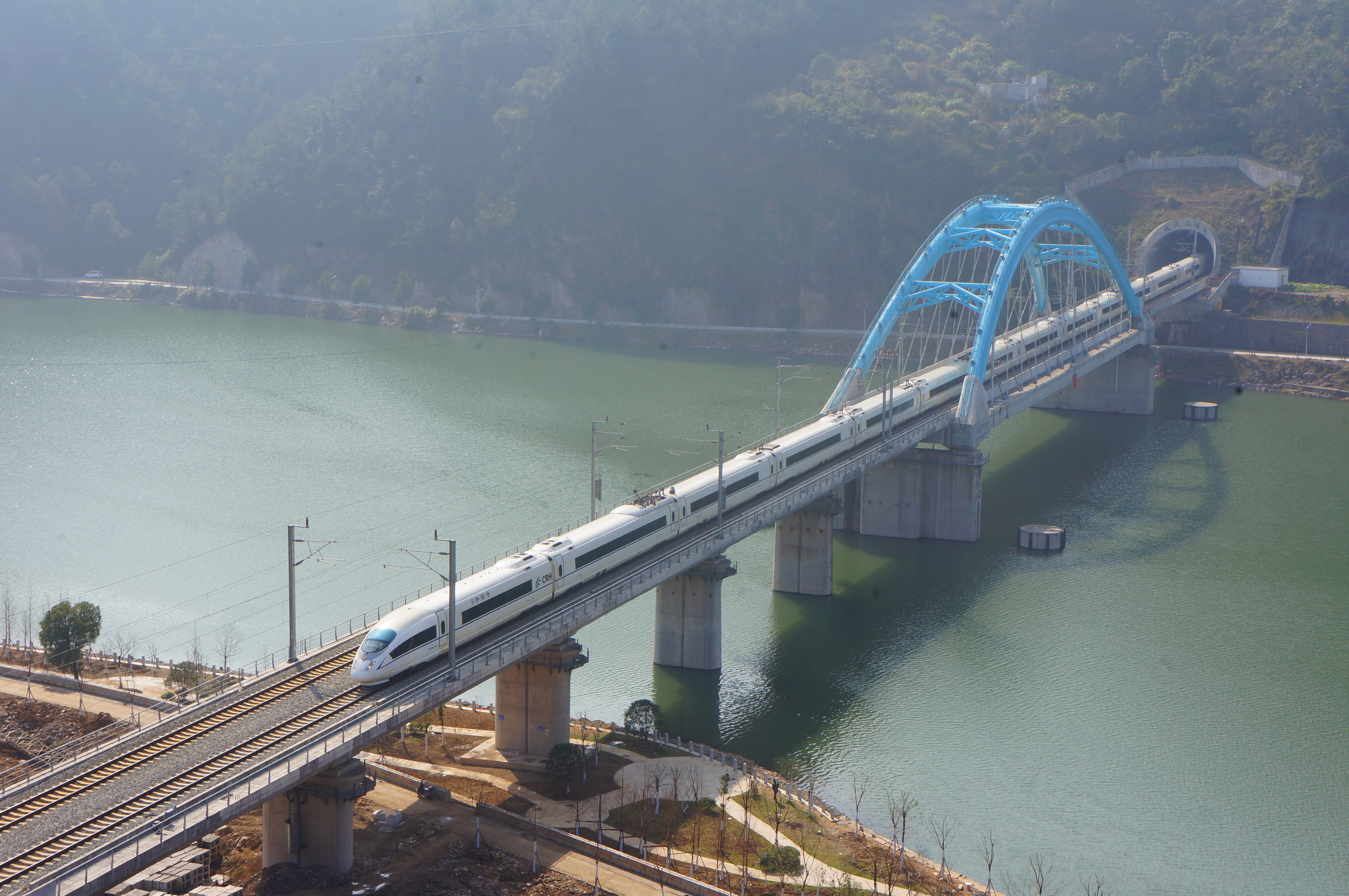
CRH380BL

- ZYG: 特等・観光合造車
- SW: 特等車
- ZY: 一等車
- ZE: 二等車
- CA: 食堂車

| 1 Mc SW xxxx01 | 2 Tp ZY xxxx02 | 3 M ZY xxxx03 | 4 T ZE xxxx04 | 5 T ZE xxxx05 | 6 M ZE xxxx06 | 7 Tp ZE xxxx07 | 8 M ZET xxxx08 | 9 M CA xxxx09 | 10 Tp ZE xxxx10 | 11 M ZE xxxx11 | 12 T ZE xxxx12 | 13 T ZE xxxx13 | 14 M ZE xxxx14 | 15 Tp ZE xxxx15 | 16 M SW xxxx00 |

- xxxx: 編成の番号 (3544～3570、3732～3737、5823～5828)
- SW: 特等車(先頭車は特等・観光車)
- ZY: 一等車
- ZE: 二等車
- CA: 食堂車

- CRH380BL

### リコールと復帰
中国浙江省温州市での高速鉄道事故を受けて、北京―上海線の開業以来故障が相次ぐ「CRH380B」型車両を2011年8月にすべて製造元の中国北車が回収。16日からは、残るメーカーの中国南車が川崎重工業の技術を基に開発した「CRH380A」型車両のみの運行となり、運行本数を従来の88往復から66往復に削減した。理由として悪天候においてあまりにも「敏感すぎた("too sensitive")」としている。なおその後2011年12月までにすべての編成が復帰している。

## CRH380C
北京市と上海市を結ぶ京滬高速鉄道向けに、CRH3CやCRH380BLをベースに開発された、中国の独自開発品として位置づけられている高速鉄道車両。
空気抵抗や騒音対策を施した設計が行われており、前面形状もベースとなった車両から変化している。デザイナーはICE3と同様アレクサンダー・ノイマイスターの手によるものである。
電装品の一部には日立製作所で製造されたものが用いられており、5601編成は水戸交通システム本部で、それ以降は日立永済電気設備(西安)有限公司(HYEE)で製作されている。

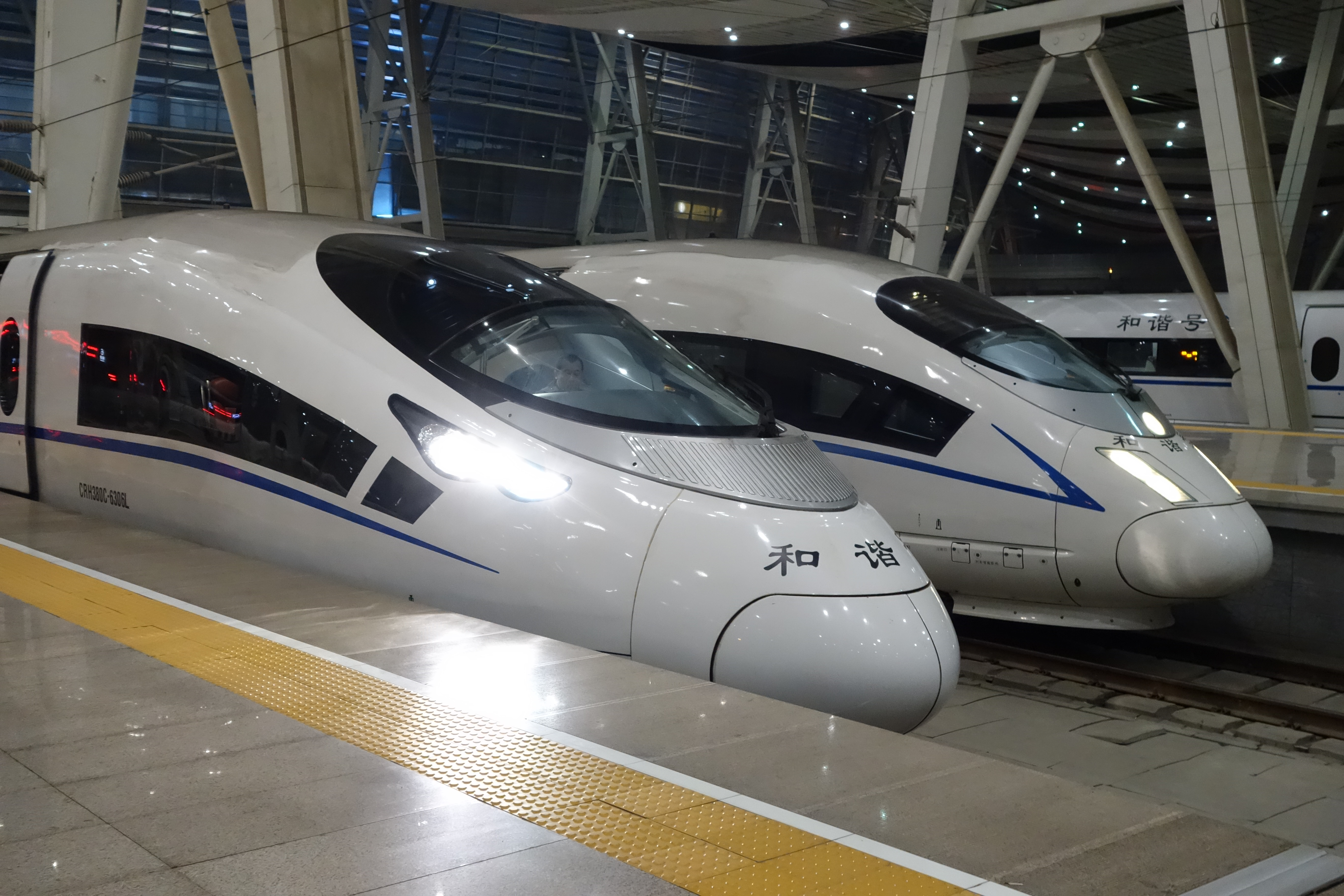
CRH380CL(前)。 CRH380BL(奥)とはヘッドライトの位置など前面の構造が大きく異なる。

### 種類・編成

#### CRH380CL
16両編成で組成され、1両目から次のように番号が振られる。

最初に製造された5601編成はその後製造された編成とは外見や編成が若干異なっている。
| 1 Mc ZYG xxxx01 | 2 Tp ZY xxxx02 | 3 M SW xxxx03 | 4 T ZE xxxx04 | 5 T ZE xxxx05 | 6 M ZE xxxx06 | 7 Tp ZE xxxx07 | 8 M ZET xxxx08 | 9 M CA xxxx09 | 10 Tp ZE xxxx10 | 11 M ZE xxxx11 | 12 T ZE xxxx12 | 13 T ZE xxxx13 | 14 M ZE xxxx14 | 15 Tp ZE xxxx15 | 16 Mc ZYG xxxx00 |

- xxxx: 編成の番号 (5601)
- ZYG: 一等・特等合造車
- SW: 特等車
- ZY: 一等車
- ZE: 二等車
- CA: 食堂車

| 1 Mc ZYS xxxx01 | 2 Tp ZY xxxx02 | 3 M ZE xxxx03 | 4 T ZY xxxx04 | 5 T ZE xxxx05 | 6 M ZE xxxx06 | 7 Tp ZE xxxx07 | 8 M ZET xxxx08 | 9 M CA xxxx09 | 10 Tp ZE xxxx10 | 11 M ZE xxxx11 | 12 T ZE xxxx12 | 13 T ZE xxxx13 | 14 M ZE xxxx14 | 15 Tp ZE xxxx15 | 16 Mc ZYS xxxx00 |

- xxxx: 編成の番号 (5602-5625)
- ZYG: 一等・特等合造車
- ZY: 一等車
- ZE: 二等車
- CA: 食堂車

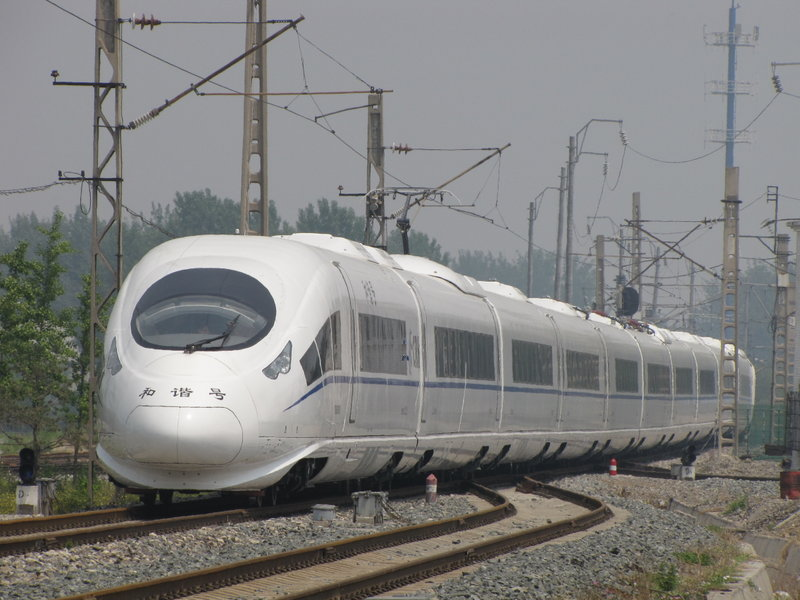
CRH380CL-5601編成。 他の編成とは前面形状などが異なっている。
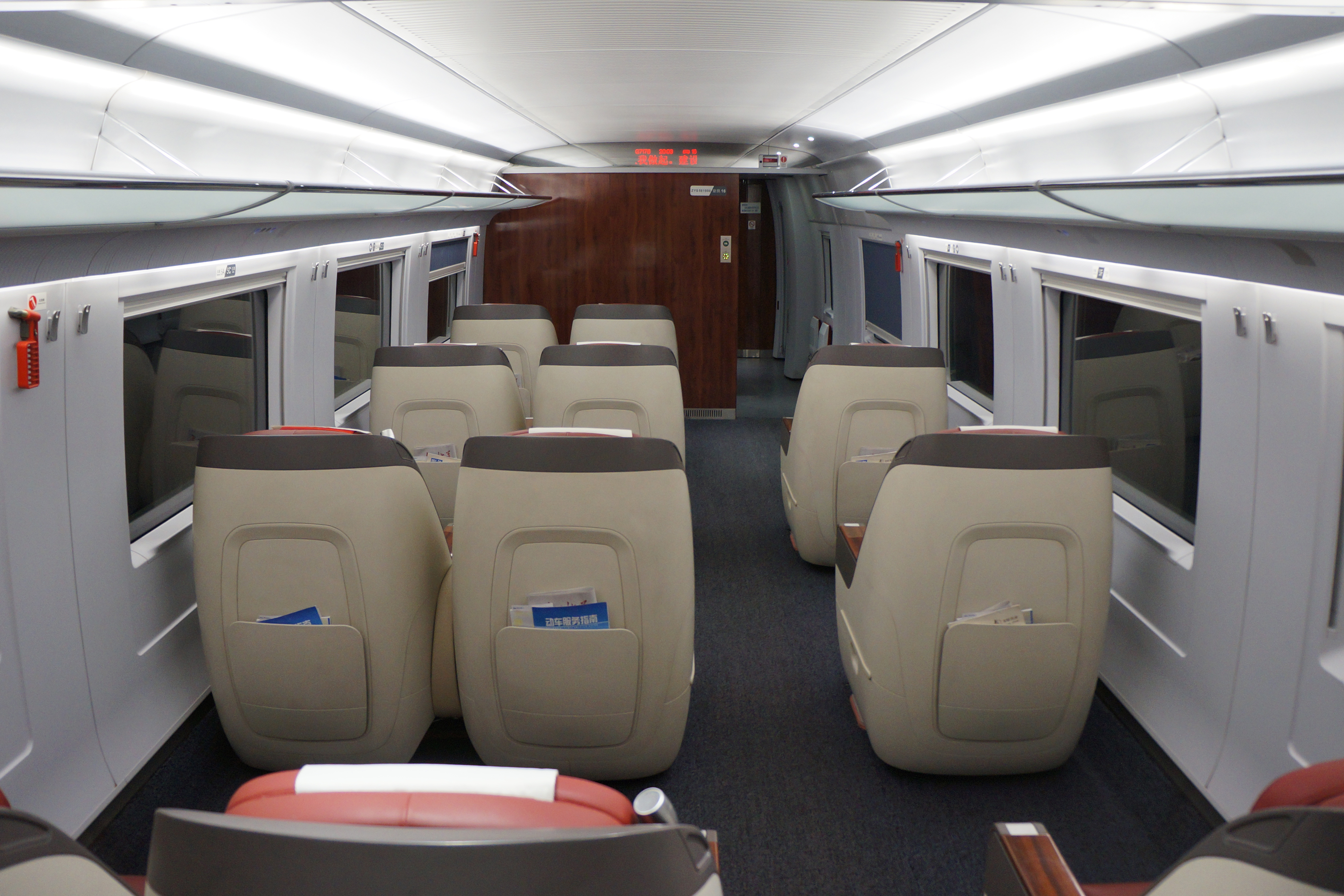
特等座席
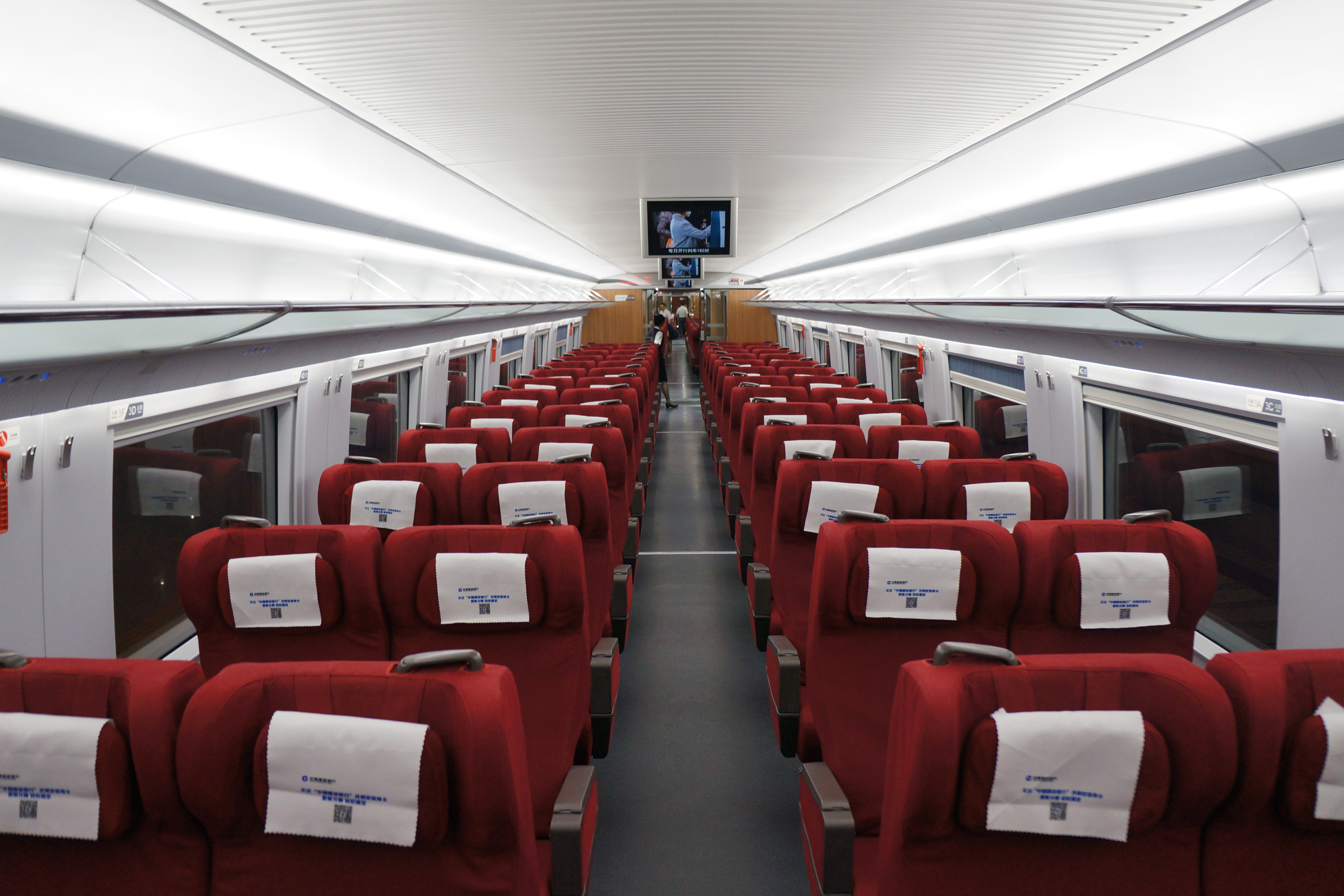
一等座席
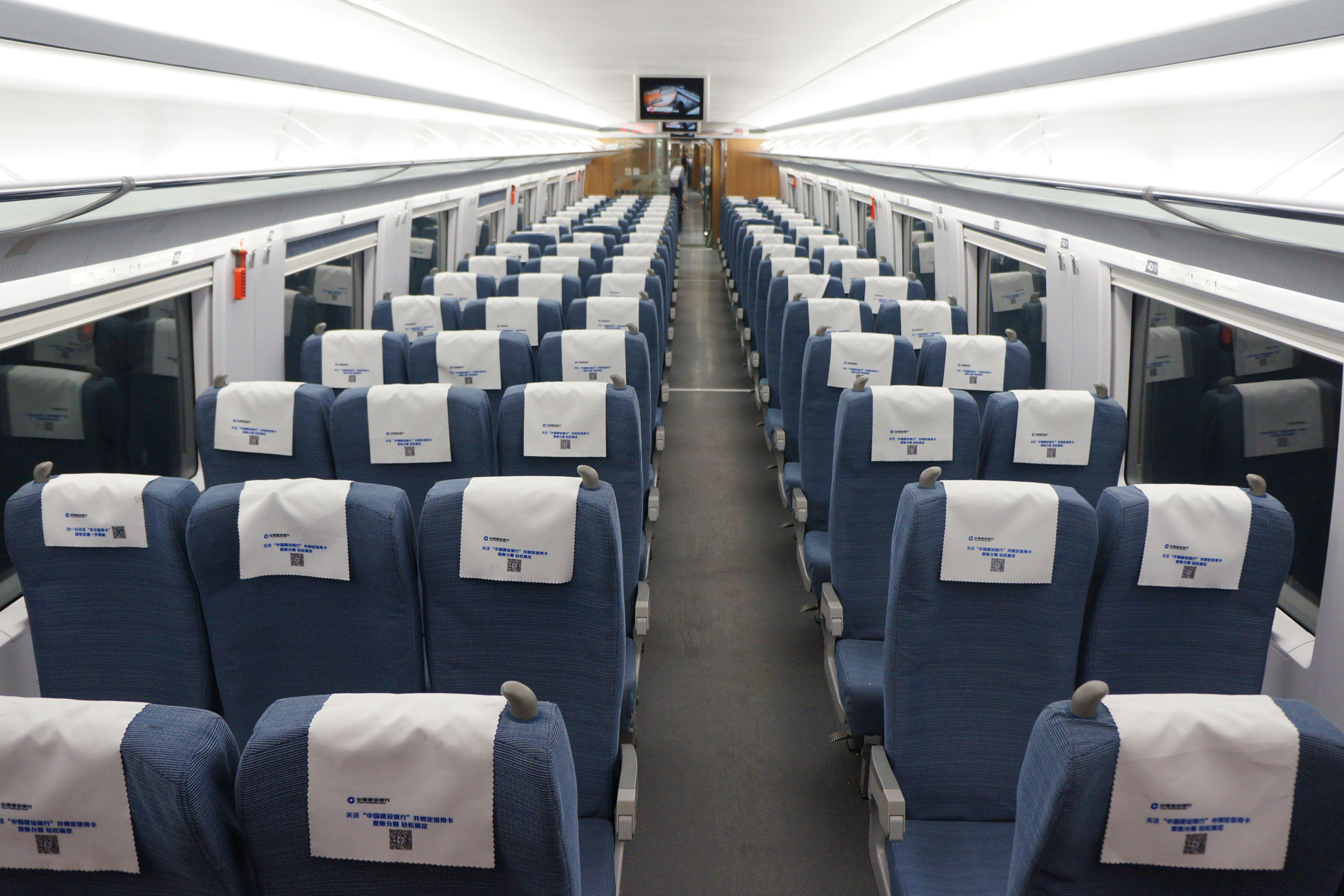
二等座席